# NGC 4696B
NGC 4696B (другие обозначения — ESO 322-81, MCG -7-26-45, DCL 205, IRAS12446-4058, PGC 43155) — галактика в созвездии Центавр.
Этот объект не входит в число перечисленных в оригинальной редакции «Нового общего каталога» и был добавлен позднее.